# 納谷友一
納谷 友一（なや ともいち、1909年 - 1979年）は、日本の英語教育学者。
広島高等師範学校卒、玉川学園教諭、東京府立第八中学校(現・東京都立小山台高等学校）教諭、秋田県指導主事、秋田大学教授、東京電機大学教授。

## 著書
- 『高校生の中級英文法』健文社 1950
- 『英語同意語と反意語の研究』健文社 学生新書 1953
- 『楽しく学べる中学英語 入門から完成まで』日栄社 1963
- 『高校英語の基礎』日栄社 1965
- 『指導技術から見た英語教育の諸問題』研究社出版 1969
- 『言語活動の考え方・進め方』大修館書店 1975
- 『早期英語教育の進め方』大修館書店 1976

### 共著編
- 『英語の新教育用語辞典』編 健文社 コンサイス・ライブラリー 1952
- 『英文の手紙と日記の書き方』石川久太郎共著 健文社 コンサイス・ライブラリー 1952
- 『講座・英語教授法 第1巻 授業の進め方』編 研究社出版 1969
- 『中学英語指導法事典 指導法編』稲村松雄,鳥居次好共編 開隆堂出版 1969
- 『基礎英語でできる楽しい英語劇』1-2 編 正進社 1970
- 『講座・英語教授法 第12巻 課外指導』編 研究社出版 1970
- 『英文法詳解 : モームの例文中心』榎本常彌共著 日栄社 1970
- 『カセットで学ぶ基礎英語』第4-5巻 稲村松雄共編著 研究社 1972-73
- 『英語指導法の基礎知識 教育実習生の手引き』編 開隆堂 英語教育ライブラリー 1973
- 『父の遺言』編著 開隆堂出版 1976
- 『中学英語指導法事典 題材編』稲村松雄,鳥居次好共編 開隆堂出版 1976

### 翻訳
- F.L.ビローズ『外国語教育の指導技術』訳注 大修館書店 1972
- N.ブルックス『言語と言語学習 理論と実際』青木昭六共訳注 大修館書店 1972